# Myodocarpus gracilis
Myodocarpus gracilis är en araliaväxtart som först beskrevs av Marcel Marie Maurice Dubard och René Viguier, och fick sitt nu gällande namn av Lowry. Myodocarpus gracilis ingår i släktet Myodocarpus och familjen Araliaceae. Inga underarter finns listade.